# Фокай
Фока́й (рос. Фокай) — присілок в Кезькому районі Удмуртії, Росія.
Населення — 49 осіб (2010; 61 в 2002).
Національний склад станом на 2002 рік:
- удмурти — 92 %

Урбаноніми:
- вулиці — Пісочна, Ставкова, Центральна